# Comuna Radoșîn, Kovel
Radoșîn (în ucraineană Радошин) este o comună în raionul Kovel, regiunea Volînia, Ucraina, formată din satele Baikivți, Bîten, Mareanivka și Radoșîn (reședința).

## Demografie
Componența lingvistică a satului Radoșîn
     Ucraineană (99,3%)
     Alte limbi (0,7%)
Conform recensământului din 2001, majoritatea populației satului Radoșîn era vorbitoare de ucraineană (99,3%), existând în minoritate și vorbitori de alte limbi.